# Ba Mamadou M'Baré
Ba Mamadou Samba Bakar, dit Ba Mamadou M'Baré (né à Wali Djantang en 1946 et mort au Chesnay le 10 janvier 2013,), est un homme d'État mauritanien, président du Sénat du 26 avril 2007 jusqu'à sa mort. Il est également président de la République par intérim d'avril à août 2009.

## Parcours professionnel
Lors de la grande grève de 1966 contre l’arabisation du système éducatif mauritanien, M'Baré était dans le lot des étudiants expulsés après les fameux événements qui mirent l’école mauritanienne dans un profond désarroi avec la « partition » du système scolaire. Il se rendit plus tard en Union soviétique où il effectua des études vétérinaires. À Kiev, le jeune étudiant noir obtient un doctorat d’État en sciences vétérinaires et suit par la suite deux sessions de formation à l’Institut de pêche en URSS et à l’Institut scientifiques des technologies de la pêche maritime à Nantes, en France.
Sa carrière professionnelle commence avec son engagement comme chercheur au Laboratoire des pêches à Nouadhibou, puis directeur général de l’Institut national des recherches océanographiques et de pêche dans la même ville avant de se voir désigner conseiller du ministre des Pêches.

## Parcours politique
M'Baré a fait ses premiers débuts d’activisme politique au milieu des années 60 en prenant part aux manifestations des étudiants négro-mauritaniens protestant contre l’obligation d’apprendre la langue arabe, instituée langue officielle du pays.
Ba Mamadou dit M'Baré a occupé les fonctions de maire de Wali Djantang, sa commune de naissance, de 1988 jusqu'à sa mort, directeur de la MAUSOV, directeur du port autonome de Nouadhibou, sénateur, ministre des Pêches, ministre de l’Économie maritime et enfin de président du Sénat.

## Président de la République par intérim
Lors de la démission du général Mohamed Ould Abdel Aziz du poste de chef de l'État et président du Haut Conseil d'État, après la signature des accords de Dakar, il assume les fonctions de président de la République par intérim du 15 avril au 5 août 2009, le premier Noir à occuper ce poste. En effet, conformément à la Constitution de juillet 1991, l'intérim du pouvoir revient au président du Sénat,.
Le 3 juin 2009, le scrutin présidentiel, initialement fixé au 6 juin, est reporté au 15 juillet. Le 27 juin 2009, après avoir formé la veille un gouvernement de transition et que la junte ait été placée sous tutelle de celui-ci, le président déchu Abdallahi présente sa démission, permettant le début de la transition, et Ba est maintenu à ses fonctions.
Il meurt le 10 janvier 2013 des suites d'un cancer qui l’avait contraint à poursuivre sa convalescence en France.